# Josh Gad
Josh Gad (født 23. Februar 1981) er en amerikansk skuespiller og komiker, bedst kendt for at lægge stemme til Olaf i Frost.

## Filmografi

### Film
| År   | Titel                        | Rolle                                                | Instruktør(er)                  | Noter                                                         |
| ---- | ---------------------------- | ---------------------------------------------------- | ------------------------------- | ------------------------------------------------------------- |
| 2002 | Mary and Joe                 | Angel                                                | John R. Hamilton                |                                                               |
| 2006 | Razortooth                   | Jay                                                  | Patricia Harrington             |                                                               |
| 2007 | Watching the Detectives      | Mark                                                 | Paul Soter                      |                                                               |
| 2008 | 21                           | Miles                                                | Robert Luketic                  |                                                               |
| 2008 | The Rocker                   | Matt                                                 | Peter Cattaneo                  |                                                               |
| 2009 | Crossing Over                | Howie                                                | Wayne Kramer                    |                                                               |
| 2009 | The Lost Nomads: Get Lost 22 | Gigi Miss Piggy Jose Sanchez The Clown Spatula Lover | Ty Clancey                      |                                                               |
| 2009 | Big Guy                      | Rodney                                               | David Oyelowo                   | Kortflim                                                      |
| 2010 | Marmaduke                    | Bandana Dog                                          | Tom Dey                         | Stemme                                                        |
| 2010 | Love and Other Drugs         | Josh Randall                                         | Edward Zwick                    |                                                               |
| 2011 | Mardi Gras: Spring Break     | Bartholomew T. "Bump" Brown                          | Phil Dornfield                  |                                                               |
| 2012 | She Wants Me                 | Sam Baum                                             | Rob Margolies                   |                                                               |
| 2012 | Ice Age: Continental Drift   | Louis                                                | Steve Martino Michael Thurmeier | Stemme                                                        |
| 2012 | Thanks for Sharing           | Neil                                                 | Stuart Blumberg                 |                                                               |
| 2013 | Jobs                         | Steve Wozniak                                        | Joshua Michael Stern            |                                                               |
| 2013 | The Internship               | Andrew "Headphones" Anderson                         | Shawn Levy                      |                                                               |
| 2013 | Frozen                       | Olaf                                                 | Chris Buck Jennifer Lee         | Stemme; Annie Award for Voice Acting in a Feature Production  |
| 2014 | Wish I Was Here              | Noah Bloom                                           | Zach Braff                      |                                                               |
| 2015 | The Wedding Ringer           | Doug Harris                                          | Jeremy Garelick                 | Nomineret - Golden Raspberry Award for Worst Supporting Actor |
| 2015 | Frozen Fever                 | Olaf                                                 | Chris Buck Jennifer Lee         | Stemme; kortfilm                                              |
| 2015 | Pixels                       | Ludlow Lamonsoff                                     | Chris Columbus                  | Nomineret - Golden Raspberry Award for Worst Supporting Actor |
| 2016 | The Angry Birds Movie        | Chuck                                                | Clay Kaytis Fergal Reilly       | Stemme                                                        |
| 2017 | A Dog's Purpose              | Toby/Bailey/Ellie/Tino/Waffles/Buddy                 | Lasse Hallström                 | Stemme                                                        |
| 2017 | Beauty and the Beast         | LeFou                                                | Bill Condon                     |                                                               |
| 2017 | Marshall                     | Sam Friedman                                         | Reginald Hudlin                 |                                                               |
| 2017 | Murder on the Orient Express | Hector MacQueen                                      | Kenneth Branagh                 |                                                               |
| 2017 | Olaf's Frozen Adventure      | Olaf (voice)                                         | Kevin Deters Stevie Wermers     | Stemme; TV specialudgave                                      |
| 2018 | Matangi/Maya/M.I.A.          | Himself                                              | Steve Loveridge                 | Dokumentar                                                    |
| 2019 | Little Monsters              | Nathan Schneider/Teddy McGiggle                      | Abe Forsythe                    |                                                               |
| 2019 | A Dog's Journey              | Bailey/Molly/Big Dog/Max                             | Gail Mancuso                    | Stemme                                                        |
| 2019 | The Angry Birds Movie 2      | Chuck                                                | Thurop Van Orman                | Stemme                                                        |
| 2019 | Frozen II                    | Olaf                                                 | Chris Buck Jennifer Lee         | Stemme; Annie Award for Voice Acting in a Feature Production  |
| 2020 | Artemis Fowl                 | Mulch Diggums                                        | Kenneth Branagh                 |                                                               |
| 2020 | Once Upon a Snowman          | Olaf                                                 | Dan Abraham Trent Correy        | Stemme; kortfilm                                              |
| 2021 | Ghostbusters: Afterlife      | Muncher                                              | Jason Reitman                   | Stemme                                                        |

### TV
| År         | Titel                          | Rolle                    | Skaber(e)                                       | Noter                                                                   |
| ---------- | ------------------------------ | ------------------------ | ----------------------------------------------- | ----------------------------------------------------------------------- |
| 2005       | Skadestuen                     | Sgt. Bruce Larabee       | Michael Crichton                                | Episode: "Here and There"                                               |
| 2007–08    | Back to You                    | Ryan Church              | Christopher Lloyd Steven Levitan                | Hovedrolle; 17 episoder                                                 |
| 2008       | American Dad!                  | Art (stemme)             | Seth MacFarlane Mike Barker Matt Weitzman       | Episode: "Pulling Double Booty"                                         |
| 2008, 2009 | Numbers                        | Roy McGill               | Nicolas Falacci Cheryl Heuton                   | 2 episoder                                                              |
| 2009       | Waiting to Die                 | Simon                    |                                                 | TV-film                                                                 |
| 2009       | No Heroics                     | Horseforce               |                                                 | TV-film                                                                 |
| 2009       | Party Down                     | Jeffrey Ells             | John Enbom Rob Thomas Dan Etheridge Paul Rudd   | Episode: "California College Conservative Union Caucus"                 |
| 2009–11    | The Daily Show med Jon Stewart | Sig selv (korrespondent) | Madeleine Smithberg Lizz Winstead               | 5 episoder                                                              |
| 2010       | Bored to Death                 | Warren                   | Jonathan Ames                                   | Episode: "Make It Quick, Fitzgerald!"                                   |
| 2011       | The Cleveland Show             | Droopy / Alfons          | Seth MacFarlane Richard Appel Mike Henry        | Stemme; episode: "Our Gang"                                             |
| 2011       | Californication                | Læge                     | Tom Kapinos                                     | 2 episoder                                                              |
| 2011       | Gigi: Almost American          | Gigi                     | Ty Clancey                                      | 10 episoder Også executive producer                                     |
| 2011, 2020 | Modern Family                  | Kenneth Ploufe           | Christopher Lloyd Steven Levitan                | 2 episoder: "Punkin Chunkin" og "Dead on a Rival"                       |
| 2011       | Good Vibes                     | Mondo (stemme)           | David Gordon Green Brad Ableson Mike Clements   | Hovedrolle; 12 episoder                                                 |
| 2012–13    | 1600 Penn                      | Skip Gilchrist           | Josh Gad Jon Lovett Jason Winer                 | Hovedrolle; 13 episoder; også medskaber og executive producer           |
| 2012–15    | New Girl                       | Bearclaw                 | Elizabeth Meriwether                            | 3 episoder: "Katie", "Birthday", "Walk of Shame"                        |
| 2013       | Hollywood Game Night           | Sig selv                 | Sean Hayes Todd Milliner                        | Episode: "America's Got Game Night"                                     |
| 2014       | Monsters mod Aliens            | Internet                 | Mark McCorkle Bob Schooley                      | Stemme; episode: "Bride of the Internet"                                |
| 2015       | The Comedians                  | Josh                     | Larry Charles Billy Crystal Matt Nix Ben Wexler | Hovedrolle                                                              |
| 2015       | Sesame Street                  | Vincent Van Stop         | Joan Ganz Cooney Lloyd Morrisett                | Episode: "Berts skiltmalerudfordring"                                   |
| 2015       | Phineas og Ferb                | Wendell                  | Dan Povenmire Jeff "Swampy" Marsh               | Stemme; 2 episoder                                                      |
| 2015       | TripTank                       | Louis                    | Diverse                                         | Stemme; 1 episode                                                       |
| 2015       | Jeopardy!                      | Sig selv                 | Merv Griffin                                    | Kendt deltager                                                          |
| 2016       | Lip Sync Battle                | Sig selv / Donald Trump  | John Krasinski Stephen Merchant                 | Episode: "Josh Gad vs. Kaley Cuoco"                                     |
| 2016       | Sofia den Første               | Olaf                     | Craig Gerber                                    | Stemme; episode: "The Secret Library: Olaf and the Tale of Miss Nettle" |
| 2016       | LEGO Frozen Northern Lights    | Olaf                     |                                                 | Stemme; special                                                         |
| 2016       | Talking Dead                   | Sig selv                 |                                                 | Gæst                                                                    |
| 2022       | The Tiny Chef Show             | Sig selv                 | Rachel Larsen Adam Reid Ozlem Akturk            | 2 episoder                                                              |

### Computerspil
| År   | Titel                | Stemmerolle                             |
| ---- | -------------------- | --------------------------------------- |
| 2012 | MIB: Alien Crisis    | Emilio Chauncey, Handsome Guest, Khnemu |
| 2013 | Frozen: Olaf's Quest | Olaf                                    |
| 2015 | Disney Infinity 3.0  | Olaf                                    |
| 2019 | Kingdom Hearts III   | Olaf                                    |

### Web
| År      | Titel                    | Rolle            | Noter               |
| ------- | ------------------------ | ---------------- | ------------------- |
| 2009    | Woke Up Dead             | Matt             | 21 episoder         |
| 2013    | Kevin Pollak's Chat Show | Sig selv / Gæst  | Episode: "163"      |
| 2019–nu | Blood Ties               | Michael Richland | Radio Drama/Podcast |
| 2020–nu | Reunited Apart           | Vært             | Webserie            |